# پتر لارسون (بازیکن فوتبال، زاده ۱۹۶۱)
پتر لارسون (سوئدی: Peter Larsson؛ زادهٔ ۸ مارس ۱۹۶۱) بازیکن سابق و مربی فوتبال اهل سوئد است.
از باشگاه‌هایی که در آن بازی کرده‌است می‌توان به باشگاه فوتبال گوتبورگ، باشگاه فوتبال هالمستاد، باشگاه فوتبال ای‌آی‌کی، و باشگاه فوتبال آژاکس آمستردام اشاره کرد.
وی همچنین در تیم‌های ملی فوتبال زیر ۲۱ سال سوئد و سوئد بازی کرده‌است.